# 열차의 도착
《열차의 도착》(L'Arrivée d'un train en gare de La Ciotat)은  프랑스의 발명가 형제 오귀스트 마리 루이 니콜라 뤼미에르와 루이 장 뤼미에르가 만든 세계 최초의 영화이며 1895년 12월 28일 프랑스의 한 카페에서 뤼미에르 형제는 자신들이 만든 영화를 사람들에게 보여주었다. 아무런 스토리도 없이 열차가 도착하는 장면만 보여주는 50초의 짧은 단편 영화이다. 당시 프랑스 파리의 그랑 카페에서 상영했다.

## 제작
50초 분량의 이 영화는 프랑스 프로방스알프코트다쥐르 부슈뒤론주 라시오타에서 촬영되었다. 뤼미에르 감독의 초기 영화들처럼 이 영화는 35mm 포맷의 1.33:1 가로세로비로 제작되었다.